# Prosantorhinus
Prosantorhinus es un género extinto de rinoceronte del Mioceno bajo y medio. Este rinocerótido teleoceratino ha sido encontrado en Europa Occidental, principalmente en Alemania, Francia, Portugal y España, y en Asia.

## Descripción
Posantorhinus era un animal de talla similar al rinoceronte de Sumatra, rondaba los 130 cm de altura en el hombro y 290 cm de longitud, sin embargo se cree que su peso sería considerablemente mayor por la mayor profundidad  de su cavidad torácica.
Posantorhinus tiene un plan de cuerpo más achatado que el resto de rinocerontes, esto junto a la forma de sus molares braquiodontes sugiere una vida relativamente aquática, similar a la de un hipopótamo, posiblemente alimentándose de plantas de agua dulce.
La escabrosa textura de la punta del hocico tal vez sugiere la existencia de uno, tal vez dos cuernos pequeños; aunque tradicionalmente se reconstruye con una protuberancia carnosa en lugar de estos.